# 3534 Sax
3534 Sax је астероид главног астероидног појаса чија средња удаљеност од Сунца износи 2,752 астрономских јединица (АЈ).
Апсолутна магнитуда астероида је 12,4.